# Butsu Zone
Butsu Zone (仏ゾーン, butsu zōn) est un manga de Hiroyuki Takei. Comportant trois volumes, il a été publié en français aux éditions Tonkam. La série a été publiée initialement dans le magazine Weekly Shōnen Jump, du numéro 12 de 1997 au numéro 30 de 1997. Avant la publication, un épisode nommé Butsu Zone zero a été publié dans le Weekly Shōnen Jump Summer Special 96. La série est encore populaire au Japon même si l'éditeur a demandé à l'auteur de l'arrêter.
En 2003, le premier album drama est sorti, le chapitre de l'éveil (覚醒の章, kakusei no sho). Deux autres albums furent publiés dans le courant de l'année 2004, le chapitre d'épreuve (試練の章, shiren no sho) et le chapitre d'éternité (悠久の章, yukyu no Sho). Les personnages de Butsu Zone font aussi une courte apparition dans un épisode spécial qu'on retrouve sur le DVD du deuxième S.F.O.V (Shaman Fight Of Vocal).
La nouvelle « Itako no Anna », qui a valu à l'auteur le prix Tezuka, se trouve à la fin du troisième volume. La nouvelle « Death Zero » se trouve à la fin du deuxième volume.

## Résumé de l'histoire
Senju Kannon, bodhisattva, est envoyé par Dainichi Nyorai, seigneur du pays des bouddhas, pour protéger sur Terre celle qui bientôt s'éveillera en tant que réincarnation de Miroku. Celle-ci doit revenir lorsque l'enseignement de Shakyamouni aura disparu. Māra, rois des désirs, désire la tuer pour empêcher qu'elle ne sauve les êtres humains.
Senju retrouve Miroku sous le nom de Sachi, orpheline élevée dans un temple par un vieux moine.
Accompagné par Jizō et Koma, chien de pierre, Senju va escorter Miroku jusqu'en Inde, là où Miroku s'éveilla il y a longtemps.

## Personnages
- Senju (千手観音菩薩のセンジュ, senjukannonbōsatsu no senju) : réincarnation de Kannon, il a pour ambition affichée de sauver tous les êtres humains, quels que soient leurs crimes. Petit garçon, il garde tout le temps espoir, même dans les situations désespérées. Son caractère le rend incapable de trahison. Il connaît plusieurs techniques de combat très puissantes, mais ne les utilise presque jamais.
- Sachi (サチ) : petite fille de dix ans élevée par son grand-père, elle est la réincarnation de Miroku. Initialement suspicieuses envers Senju, elle finit par le suivre pour ne pas être attaquée en permanence par les envoyés de Māra.
- Jizō (地蔵菩薩のジゾウ, jizōbosatsu no jizō) : bodhisattva associé aux chemins, il est l'ami de Senju et a été envoyé pour lui prêter main-forte.
- Ashura (阿修羅) : ancien bodhisattva qui est passé du côté de Māra, il était l'ami de Senju. Il est le leader des forces s'opposant à l'éveil de Miroku.
- Koma (コマ) : chein de pierre à l'origine posé à côté d'un temple, il a été sauvé par Senju alors qu'il avait été jeté. Il a suivi Senju jusque sur Terre.
- Batō (バトウ) : autre bodhisattva, il est envoyé pour remplacer Senju lorsque la situation devient critique.
- Anna Kyōyama (恐山アンナ) : shaman, elle est capable de faire venir des esprits du monde des morts. Elle est un des personnages principaux du manga Shaman King, du même auteur.

## Liste des chapitres

### Volume 1
- Butsu 1 : Quand vous regardez la statue de Bouddha, pensez au héros!! (仏像を見たらヒーローと思え!!, Butsuzou wo mita ra hero omoe)
- Butsu 2 : L'ennemi de bouddha ! Qui a pour nom Mara(仏敵！奴の名は魔羅, hotoke kataki ! Yatsu no na ha mara)
- Butsu 3 : Onigiri (おにぎり, Onigiri)
- Butsu 4 : Koma (コマ, koma)
- Butsu 5 : Seven (セブン, sebun)
- Bonus : Butsu Zone Zero

### Volume 2
- Butsu 6 : Combat décisif sur la mer du Japon (日本海の決戦, nihonkai no kessen)
- Butsu 7 : Pitié et Haine (慈悲と憎悪, jihi to zouo)
- Butsu 8 : Merci (ありがとう, arigato)
- Butsu 9 : Nouveau départ (新しい旅立ち, atarashii tabidachi)
- Butsu 10 : L'homme qui ne cède plus aux convoitises (煩悩を断つ男, bonnou wo tatsu otoko)
- Butsu 11 : Fort sentiment d'amour (強い気持ち強い愛, tsuyoi kimochi ai)
- Butsu 12 : Anna (ANNA)
- Bonus : Death Zero (デスゼロ, desu zero)

### Volume 3
- Butsu 13 : L'Itako Anna appelle le Busshi (イタコのアンナ仏師を呼ぶ, itako No Anna Bushi wo yobu)
- Butsu 14 : Le Busshi couvert de blessure (傷だらけの仏師, kizu darake no Bushi)
- Butsu 15 : Combat décisif sur la rive de Sai (賽の河原の決戦, sai no kawara no kessen)
- Butsu 16 : Buddha dangereux (危険仏, kiken hotoke)
- Butsu 17 : La mort de Batō (バトウ往生, Bato oujou)
- Butsu 18 : Jizō ... toutes les choses en ce monde sont transitoire (地蔵諸行無常, Jizou shogyoumujou)
- Butsu 19 : Le futur (未来, mirai)
- Bonus : L'itako Anna (ＩＴＡＫＯのＡＮＮＡ, itako no Anna)

### Vocabulaire
- Onigiri : Boules de riz, sushi moulé à la main
- Busshi : Prêtre bouddhiste sculpteur spécialisé dans les sculptures de bouddha. Le mot Busshi veut dire : le créateur d'image bouddhiste.
- Sai no kawara (la rive de Sai) : Dans la conception de l'enfer pour les bouddhistes, cette rive est l'endroit où les âmes des enfants morts avant leurs parents se retrouvent. Ils empilent des roches pour en faire des tours en l'honneur de leurs parents, mais des démons viennent les détruire sans cesse. Cependant, le bodhisattva Jizou vient les aider.